# 圣迪迪耶 (涅夫勒省)
圣迪迪耶（法語：Saint-Didier，法語發音：[sɛ̃ didje]）是法国涅夫勒省的一个市镇，位于该省中北部，属于克拉姆西區。

## 地理
圣迪迪耶（47°20'57"N, 3°37'16"E）面积3.51 平方千米，位于法国勃艮第-弗朗什-孔泰大區涅夫勒省，该省份为法国中部省份，北至约讷省，西北接卢瓦雷省，西接谢尔省，南至阿列省，东南接索恩-卢瓦尔省，东临科多尔省。
与圣迪迪耶接壤的市镇（或旧市镇、城区）包括：塔奈、迪罗勒、弗莱-屈济、利镇。

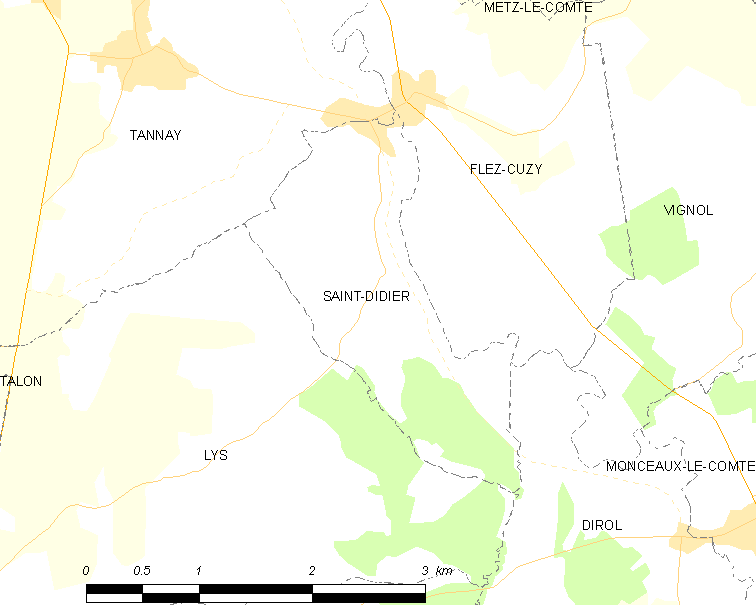
的OSM定位图

圣迪迪耶的时区为UTC+01:00、UTC+02:00（夏令时）。

## 行政
圣迪迪耶的邮政编码为58190，INSEE市镇编码为58237。

## 政治
圣迪迪耶所属的省级选区为克拉姆西县。

## 人口

1962-2008年间人口变化图示

圣迪迪耶于2022年1月1日时的人口数量为30人。